# Restionales
Restionales is een botanische naam in de rang van orde. De naam is gevormd vanuit de familienaam Restionaceae.
Het Cronquist-systeem (1981) gebruikte deze naam voor een van de zeven ordes in de onderklasse Commelinidae. De samenstelling was deze:
- orde Restionales
  - familie Centrolepidaceae
  - familie Flagellariaceae
  - familie Joinvilleaceae
  - familie Restionaceae

In het APG II-systeem (2003) worden deze families ingedeeld in de orde Poales.